# Histioteuthidae
A Histioteuthidae a puhatestűek (Mollusca) törzsének, a fejlábúak (Cephalopoda) osztályába és a kalmárok (Teuthida) rendjébe tartozó család.

## Előfordulásuk
A nagy világtengerekben (az Atlanti-óceánban, az Indiai-óceánban, a Csendes-óceánban), valamint a Földközi-tengerben élnek. Egy részük a fenéken tartózkodik, mások pedig kitartóan úsznak, és az ún. nekton tagjai.

## Megjelenésük
A Histioteuthidae nem legtöbb tagjának három felső karpárja között a békák úszóhártyáihoz hosonló hártya feszül. A tulajdonképpeni test aránylag csak kis részét alkotja az állat hosszának. Így ezután a hat kar között nagy, megfordított ernyőhöz hasonló képződmény található, amelynek közepén van szájnyílás . E hártyát vitorlának (velum) nevezik, és innen kapták nevüket a vitorlás kalmárok. A karok közötti bőrhártya egyébként más csoport (így pl. az Octopodák) körében is kialakult, tehát egymástól függetlenül jelent meg. A karok között kifeszülő hártyát joggal nevezhetjük úszóhártyának, mert ezek a fejlábúak valóban úsznak vele, bár természetesen egészen más módon használják, mint pl. a gerincesek az, ujjaik között kifeszülő hártyát. A Histioteuhidák úszóhártyájukkal - akárcsak a medúzák az ernyőjükkel - lüktető mozgást végeznek, kinyitják, majd újból összecsukják, és az így kilökött víz taszító ereje hátrafelé löki testüket. A karok között kifeszülő hártya gyakran átveszi a köpeny tölcsérének szerepét, ezeknek a fajoknak a tölcsére elcsökevényesedik, ezért az előbb említett fajok már nem is tudnak igazán gyorsan úszni. Akadnak fajok, amelyek táplálékukat is kartölcsérükkel szerzik meg, az ernyőszerűen szétterülő tölcsérbe hullott szervezeteket fogyasztják.

## Rendszerezés
A családba egy nem 13 faja tartozik:
- Histioteuthis
  - Histioteuthis arcturi (Robson, 1948)
  - Histioteuthis atlantica (Hoyle, 1885)
  - Histioteuthis bonellii (Férussac, 1834)
  - Histioteuthis celetaria (Voss, 1960)
  - Histioteuthis corona (Voss and Voss, 1962)
  - Histioteuthis eltaninae Voss, 1969
  - Histioteuthis heteropsis (Berry, 1913)
  - Histioteuthis hoylei (Goodrich, 1896)
  - Histioteuthis macrohista Voss, 1969
  - Histioteuthis meleagroteuthis (Chun, 1910)
  - Histioteuthis miranda (Berry, 1918)
  - Histioteuthis oceani (Robson, 1948)
  - Histioteuthis reversa (Verrill, 1880)